# William Gowland
William Gowland (ur. 1842, zm. 9 czerwca 1922) – angielski inżynier górnictwa. Zdobył sławę pracami archeologicznymi przy Stonehenge i w Japonii. Zwany jest „Ojcem Archeologii Japońskiej”.

## Życiorys
Gowland urodził się w Sunderland, w Hrabstwie Durham, w północnej Anglii. Uczęszczał do Royal College of Chemistry i Royal School of Mines w South Kensington, specjalizując się w metalurgii, i pracował jako chemik i metalurg w Broughton Copper Company od 1870 do 1872. Jednak w 1872, mając 30 lat, został zrekrutowany przez rząd Meiji Imperium Japońskiego jako o-yatoi gaikokujin (doradca zagraniczny) w poprzedniczce Mennicy Japońskiej, Osaka Zōheikyoku.

## W Japonii (1872–88)
Gowland rozpoczął pracę w Osace 8 października 1872 na trzyletnim kontrakcie, typowym dla obcokrajowców zatrudnionych przy modernizacji Japonii. Jego kontrakt był kilkakrotnie przedłużany przez 16 lat, w którym to czasie Gowland wprowadził techniki naukowej analizy metali, produkcję brązów i stopów miedzi na potrzeby produkcji monet i nowoczesne technologie takie jak piec płomienny, polepszając wydajność rafinacji rudy miedzi. Ekspertyza Gowlanda wykraczała poza Mennicę i służył on także jako konsultant Cesarskiej Armii Japońskiej, pomagając w założeniu Arsenału Osakijskiego do produkcji artylerii.
Wolny czas w Japonii Gowland uprzyjemniał sobie alpinizmem, dokonując pierwszych odnotowanych zdobyć kilku szczytów Alp Japońskich, którą to nazwę ukuł on właśnie i która została opublikowana w 1888 przez Basila Halla Chamberlaina w jego Japan Guide. Później nazwę tę spopularyzował angielski misjonarz Walter Weston. Gowland również twierdził, że był pierwszym obcokrajowcem, który zdobył w 1874 Yari-ga-take.
Jednak Gowland jest najbardziej znany w Japonii jako amator archeolog, przeprowadziwszy pierwsze naprawdę dokładne badania naukowe wielu kurhanów kofun z okresu Kofun (III-VII wiek n.e.), w tym licznych cesarskich mauzoleów. Odkopał on kurhany w prefekturach Saga i Miyazaki na wyspie Kiusiu oraz w Fukushimie na północ od Tokio, jak również w wielu miejscach w regionie Kansai.
Opuszczając Japonię Gowland został odznaczony Orderem Wschodzącego Słońca IV klasy i otrzymał 3000 jenów premii od Ministra Finansów Japonii Masayoshiego Matsuakaty. Po powrocie do rodzimej Anglii publikował liczne prace nt. swoich badań w Japonii i został wybrany na Członka Royal Society. Wiele artefaktów, które zabrał ze sobą do Anglii, znajduje się dzś w Muzeum Brytyjskim. Gowland był również gorliwym kolekcjonerem japońskich malowideł stylu nihonga.

## Z powrotem w Anglii
W wigilię Nowego Roku 1900, Kamień 22 Sarsenowego Koła przewrócił się, a wraz z nim upadło nadproże. W wyniku publicznej presji i listu Williama Flindersa Petriego do Timesa, właściciel, Edmund Antrobus, zgodził się na przeprowadzenie naprawczych zabiegów inżynierskich pod okiem archeologów.
Do przeprowadzenia prac Antrobus wyznaczył Gowlanda, który mimo braku formalnego archeologicznego przygotowania, dostarczył najświetnejszych i najdokładniejszych naówczas wyników odkrywkowych. Jedynym miejscem, które otworzył, była okolica niebezpiecznie pochylonego Kamiena 56 (zachodni kameń Wielkiego Trylitu), obszar mierzący około 17 na 13 stóp. Zadanie okazało się trudniejsze, bo jednocześnie rozkopywać i zalewać betonem można było tylko małą powierzchnię.
Pomimo tych utrudnień, Gowland ustalił, że do wykopania dziur na kamienie użyto kilofów z rogów jelenia i że kamienie ukształtowano na miejscu. Jego praca zarówno zidentyfikowała Stonehenge layer, cienką warstwę okruchów skalnych przykrywającą wiele nie-megalitycznych elementów scenerii, jak również udowodniła, że okruchy te są starsze od kameni Stonehenge.
Gowland umarł w Londynie 9 czerwca 1922 r. w wieku 80 lat i został pochowany na cmentarzu Marylebone Cemetery.

## Wybrane prace
- The Dolmens and other Antiquities of Korea, 1895
- The Art of Casting Bronze in Japan, 1896
- The Dolmens and Burial Mounds in Japan, 1897
- The Dolmens of Japan and their Builders, 1900
- The Burial Mounds and Dolmens of the Early Emperors of Japan, 1907
- The Art of Working Metals in Japan, 1910
- Metals in Antiquity, 1912
- The Metallurgy of Non-ferrous Metals, 1914
- Metal and Metal-Working in Old Japan, 1915
- Silver in Roman and Earlier Times, 1920